# Thomas O'Meara
Cet article possède un paronyme, voir Tom O'Meara.
Pour les articles homonymes, voir O’Meara.
Thomas O’Meara, comte de Baane, né le 4 août 1750 à Dunkerque (Nord), mort le 19 avril 1819 à Orléans (Loiret), est un général français de la Révolution et de l’Empire.
Il est le frère du général Guillaume O'Meara (1764-1828).

## États de service
Il entre en service le 16 avril 1767, comme sous-lieutenant dans le régiment de Rooth, et il fait les campagnes de 1768 et 1769 en Corse. Il passe lieutenant le 13 juillet 1771, et il est affecté le 15 décembre 1775, au dépôt des recrues de l’île de Ré. 
Le 16 août 1779, il est nommé capitaine commandant une compagnie de fusiliers dans le Corps de Nassau-SIegen, et le 10 juin 1788, il prend le commandement du bataillon de chasseurs Cantabres. Il est fait chevalier de Saint-Louis le 12 juillet 1790.
Le 6 novembre 1791, il devient lieutenant-colonel au 6e bataillon de chasseurs à pied, et il est promu général de brigade le 30 juin 1793. Il commande Dunkerque du 30 juillet au 25 août 1793.
Le 16 novembre 1795, il est affecté à l’armée du Nord, comme commandant de Tournai dans la 16e division militaire, et il est démis de ses fonctions le 24 décembre 1795, pour attitude anti-révolutionnaire lors des événements du 13 vendémiaire an IV. Il est réformé le 23 décembre 1796.
Il reprend du service le 10 novembre 1807, comme commandant d’arme à Dunkerque, poste qu’il occupe jusqu’au 2 janvier 1814.
Il est fait chevalier de la Légion d’honneur le 24 septembre 1811, et il est admis à la retraite le 2 mars 1816.
Il meurt le 19 avril 1819, à Orléans.

## Sources
- (en) « Generals Who Served in the French Army during the Period 1789 - 1814: Eberle to Exelmans »
- Thierry Pouliquen, « Les généraux français et étrangers ayant servis [sic] dans la Grande Armée » (consulté le 14 août 2014)
- « Cote LH/2018/30 », base Léonore, ministère français de la Culture
- (pl) « Napoléon.org.pl » [archive du 23 juin 2014]
- Docteur Robinet, Jean-François Eugène et J. Le Chapelain, Dictionnaire historique et biographique de la révolution et de l'empire, 1789-1815, volume 2, Librairie Historique de la révolution et de l’empire, 886 p. (lire en ligne), p. 620.
- Étienne Charavay, Correspondance général de Carnot, tome 2, imprimerie Nationale, 1892, p. 463.